# Félix Moreaux
Pour les articles homonymes, voir Moreaux.

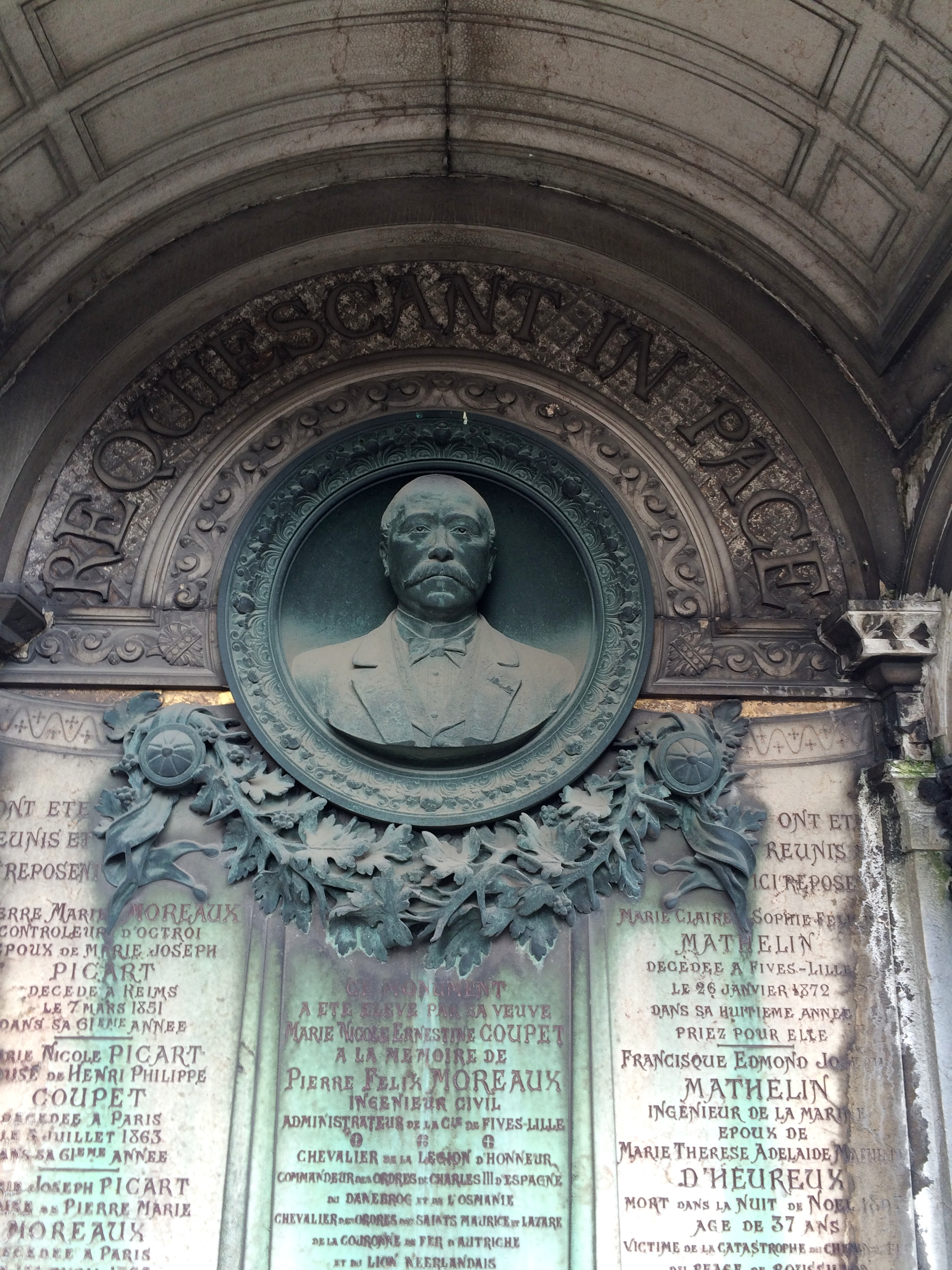
Chapelle de Pierre Félix Moreaux au cimetière de l'Ouest (div. 1) à Boulogne-Billancourt 92

Pierre-Félix Moreaux est né à Reims, le 9 mars 1828, et mort à Paris 8e le 13 juin 1890. Ingénieur, ancien élève de l'École des arts et métiers (Châlons-sur-Marne, 1843) travaillant sur d'importants chantiers de ponts.

## Biographie

### Formation
Après avoir suivi des études dans une école supérieure de sa ville natale, il est admis à l'École des arts et métiers (Châlons-en-Champagne,1843). Il en sort dans les premières places en 1846.
Il commence sa carrière dans un atelier de construction de Reims, mais change rapidement pour entrer en 1847 dans les ateliers de Perrache, à Lyon, dirigés par Alphonse Clément Desormes. Ce dernier fonde les ateliers d'Oullins qui ont fait plus tard partie de la Compagnie Fives-Lille. Il y reste jusqu'en 1850 en étant successivement dessinateur, chef des études puis ingénieur. Il s'y est occupé de machines pour bateaux, de machines de forges, de matériel de chemin de fer.
En 1850, attiré par des études nouvelles, il entre au service de MM. Gauthier frères, entrepreneurs de transports sur la Saône. Il va y étudier des machines à éther avec l'inventeur de ce procédé, M. Du Tremblay, qui imaginait remplacer par ce système les machines fonctionnant à la vapeur d'eau pour la navigation fluviale et maritime.
En 1852, il revient aux ateliers d'Oullins où il va construire des bateaux pour le transport sur la Saône et le Rhône.

### Constructeur de ponts et charpentes

#### Compagnie des ponts en fer système Cadiat et Oudry
En 1854, MM. Cadiat et Oudry offrent à Félix Moreaux de diriger leurs ateliers de construction de ponts et charpentes qu'ils avaient fondés à Grenelle. Au moment de son entrée, les ateliers préparaient la construction du pont d'Arcole. Il va commencer par vérifier les études et s'apercevoir que la stabilité n'était pas assurée. Ses conclusions sont vérifiées par des expériences faites sur une maquette de 24 m de portée. L'ouvrage est alors notablement renforcé. Cela a permis au pont de durer malgré le défaut fondamental du système. À la fin de 1856, Nicolas Cadiat meurt à Toulon.

#### Société en participation
Peu après, les ateliers de Cadiat et Oudry sont repris par Jean-François Cail. En 1854, les ateliers d'Oullins sont repris en exploitation par MM. Basile Parent, Pierre Schaken, Jules-César Houel  et Ferdinand Caillet, entrepreneurs de la reconstruction et de la traction du chemin de fer de Rhône et Loire pour la Compagnie du chemin de fer Grand-Central de France. 
En 1857, la Compagnie du Grand-Central est déclarée en faillite et ses biens répartis entre les compagnie du Paris-Orléans et le P.L.M. Le bail d'exploitation des ateliers d'Oullins s'arrête le 1er août 1861. Une société en participation est formée, en 1861,avec certaines conditions de répartition des travaux entre la société de Jean-François Cail et la société Parent, Schaken, Caillet  et Cie. 
Ces derniers créent des ateliers à Fives  qui allaient devenir en 1865, la Compagnie de Fives-Lille. Cette société confie à Félix Moreaux la direction des études et l'exécution des ouvrages de ponts et charpentes métalliques, tant en France qu'à l'étranger.
La France connaît dans cette période un développement important pour ce type d'ouvrages. Entre 1857 et 1860, Félix Moreaux travaille sur :
- en France :
  - le pont sur l'Allier à Vic-le-Comte, de 100 m de long, à deux travées;
  - les ponts à Montluçon et à Moulins, à deux voies. Les fondations tubulaires du pont de Moulins ont été les premières en France à utiliser l'air comprimé pour leur réalisation;
  - le pont de Culoz, sur le Rhône;
  - le viaduc de la Vézeronce, pour la Compagnie du chemin de fer de Lyon à Genève;
  - les ponts de la ligne de chemin de fer d'Arvant à Massiac, sur l'Allagnon.

Les ponts de Nézeronce et de l'Allagnon sont les premiers ponts à poutres treillis sans montants verticaux. Les travées ont des portées supérieures à 50 m.
- en Espagne :
  - sur la ligne de chemin de fer de Trocadero à Jerez, les ponts à piles tubulaires de San Pedro et Guadalete;
  - le pont de Manzanarès, près de Madrid.
- en Russie :
  - les ponts de la ligne de chemin de fer reliant Moscou à Nijni, dont ceux de Kovrov et de Gorokavetz.

En 1858, MM. Édouard Fleur, dit Fleur-Saint-Denis et Joyant font la première utilisation de caissons en fer havés forés dans des chambres à air comprimé sur le pont de Kehl réalisés par Hildevert Hersent de l'entreprise Castor. Félix Moreaux voyant tous les avantages de ce procédé réalise le deuxième pont suivant ce procédé pour celui de la Voulte sur le Rhône. Il y introduit plusieurs améliorations.

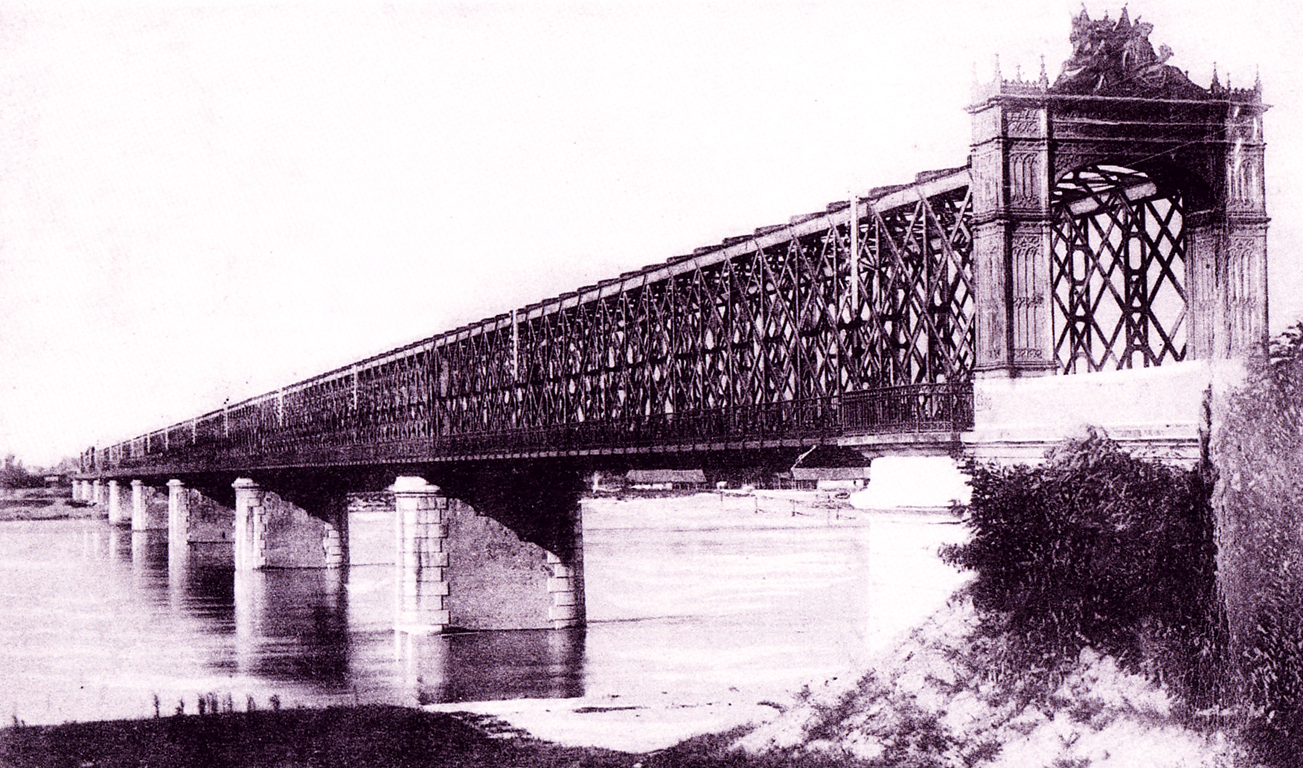
Pont ferroviaire sur le Pô à Plaisance (Italie)

Entre 1860 et 1870, il va étudier et construire la plupart des grands ponts :
- en France : le viaduc de Busseau, sur la Creuse, le viaduc de la Cère, le viaduc de la Bouble, le viaduc du Bellon,
- à l'étranger : 
  - le viaduc sur l'Ysel à Zwolle, de 474 m de long, avec deux travées de 75 m et une travée tournante de 41 m,
  - le grand pont sur le Pô, à Plaisance, de 580 m de long en 8 travées avec des fondations réalisées à l'aide de caissons havés à l'air comprimé
  - les ponts du Guadiana et du Guadalquivir, en Espagne,
  - le pont sur le Tage, au Portuga,
  - le pont sur le Nil appelé pont Kobri-el-Gezira ou pont de Gezira (projet de Linant de Bellefonds, construit entre 1869 et 1871, ouvert à la circulation en février 1872), au Caire (remplacé en 1931 par le pont Qasr-el-Nil), et d'autres ponts en Égypte
  - le viaduc de l'Iglava et la gare de la Sudbahn, à Vienne, Autriche

#### Compagnie de Fives-Lille
En 1870, la participation entre les deux sociétés J.-F. Cail et Cie et la Compagnie Fives-Lille s'arrête. Félix Moreaux reste alors attaché à la Compagnie Fives-Lille.
La Compagnie Fives-Lille remporte un concours lancé par le gouvernement danois d'un pont sur le Lümfjard sur un projet de Félix Moreaux. Pour fonder l'ouvrage, il faut descendre à 35 m sous le niveau zéro, à travers des vases molles en utilisant l'air comprimé.
Il réalise plusieurs ouvrages en Autriche :
- le pont de Tulln sur le Danube, à deux voies, long de 440 m en 5 travées, permettant le passage de la ligne de chemin de fer de l'empereur François-Joseph et d'une route provinciale;
- le pont suspendu Pont Augarten (de) à Vienne, d'un type particulier inventé par lui.

Il invente avec Lavalley un nouveau type de dragues marines, pas succion, qui ont permis l'approfondissement des passes des ports du nord, en particulier de Dunkerque.
En septembre 1874, au cours d'une visite aux ateliers de Fives, le président de la République, Patrice de Mac Mahon, lui remet la Légion d'honneur.
Peu de temps après il entre au Conseil d'administration de Fives-Lille.
En décembre 1876, Houel, qui était un des fondateurs de la Compagnie de Fives-Lille et son administrateur-délégué, disparaît. Le conseil d'administration lui propose de reprendre le poste. Il accepte mais à condition qu'on lui donne un adjoint pour la partie financière, M. Boisacq.
Pour des problèmes de santé, il a dû laisser ce poste en 1879 pour le conserver que celui qu'il avait au conseil d'administration. Il consacre alors son temps libre à des études sur la navigation de la Saône et du Rhône.
Il est enterré au cimetière de Boulogne-Billancourt.

## Anecdote
On lui attribue une blague qui aurait été faite, alors qu'il n'était qu'ingénieur débutant, à la suite d'un concours où il avait réussi à imposer sa maquette du viaduc de la Vézeronce en étant face à beaucoup plus expérimentés que lui. Elle a été par la suite confortée par le grand nombre de ponts et d'ouvrages d'art réalisés avec succès par des gadzarts.
 Un ingénieur des Mines, un polytechnicien et un gadzarts doivent construire un pont.
 L'ingénieur des Mines construit un pont : celui-ci s'écroule, il ne sait pas pourquoi.
 Le polytechnicien construit un pont : celui-ci s'écroule, mais il sait pourquoi.
 Le gadzarts construit un pont : celui-ci tient, il ne sait pas pourquoi, mais il tient!

## Décorations
- Chevalier de la Légion d'honneur
- Commandeur de l'ordre de Charles III
- Commandeur de l'ordre du Dannebrog
- Commandeur de l'Ordre de l'Osmaniye
- Croix de l'Ordre des Saints-Maurice-et-Lazare
- Croix de l'Ordre du Lion néerlandais
- Chevalier de l'Ordre impérial de la Couronne de fer